# Борстель-Хоэнраден
Борстель-Хоэнраден (нем. Borstel-Hohenraden) — община в Германии, в земле Шлезвиг-Гольштейн. 
Входит в состав района Пиннеберг. Подчиняется управлению Пиннау.  Население составляет 2263 человека (на 31 декабря 2010 года). Занимает площадь 14,88 км².